# Titularbistum Scilium
Scilium (ital.: Scilio) ist ein Titularbistum der römisch-katholischen Kirche.
Es geht zurück auf einen untergegangenen Bischofssitz in der gleichnamigen antiken Stadt, die in der römischen Provinz Africa proconsularis (heute nördliches Tunesien) lag. Der Bischofssitz war der Kirchenprovinz Karthago zugeordnet.
| Titularbischöfe von Scilium |                             |                                                            |                   |                   |
| Nr.                         | Name                        | Amt                                                        | von               | bis               |
| 1                           | Edmond Francis Prendergast  | Weihbischof in Philadelphia (USA)                          | 27. November 1895 | 27. Mai 1911      |
| 2                           | Ramiro Fernández y Balbuena | Weihbischof in Santiago de Compostela (Spanien)            | 7. Juli 1911      | 3. März 1922      |
| 3                           | Benjamin Joseph Keiley      | emeritierter Bischof von Savannah (USA)                    | 18. März 1922     | 17. Juni 1925     |
| 4                           | Michal Bubnic               | Apostolischer Administrator von Rožňava (Tschechoslowakei) | 31. Oktober 1925  | 19. Juli 1939     |
| 5                           | Joseph Sak SDB              | Apostolischer Vikar von Sakania (Belgisch-Kongo)           | 14. November 1939 | 15. März 1946     |
| 6                           | João Batista Costa SDB      | Prälat der Territorialprälatur Porto Velho (Brasilien)     | 1. Oktober 1946   | 26. Mai 1978      |
| 7                           | Pedro Magugat MSC           | Weihbischof in Cabanatuan (Philippinen)                    | 23. April 1979    | 22. April 1985    |
| 8                           | Oscar Mario Brown Jiménez   | Weihbischof in Panamá (Panama)                             | 30. Dezember 1985 | 17. Dezember 1994 |
| 9                           | Edward Janiak               | Weihbischof in Breslau (Polen)                             | 26. Oktober 1996  | 21. Juli 2012     |
| 10                          | Juryj Kassabuzki            | Weihbischof in Minsk-Mohilev (Belarus)                     | 29. November 2013 |                   |